# Argentré
Argentré ist eine französische Gemeinde mit 2908 Einwohnern (Stand 1. Januar 2022) im Département Mayenne in der Region Pays de la Loire und gehört zum Arrondissement Laval. Die Bewohner werden Argentréens und Argentréennes genannt.
Die Gemeinde erhielt 2022 die Auszeichnung „Zwei Blumen“, die vom Conseil national des villes et villages fleuris (CNVVF) im Rahmen des jährlichen Wettbewerbs der blumengeschmückten Städte und Dörfer verliehen wird.

## Geographie
Argentré liegt auf einem Hügel am rechten Ufer der Jouanne. Südlich des Ortes verläuft die Autoroute A81 (L'Armoricaine).

## Geschichte
1884 wurde in einem Steinbruch ein Schatz aus den 4. oder 5. Jahrhundert gefunden, das Grab eines reichen Römers mit einem Sarg aus beschlagenem Holz. Die Fundstücke des Grabes werden im Musée des Sciences in Laval aufbewahrt.

## Einwohnerentwicklung
| Jahr      | 1962 | 1968 | 1975 | 1982 | 1990 | 1999 | 2009 | 2019 |
| --------- | ---- | ---- | ---- | ---- | ---- | ---- | ---- | ---- |
| Einwohner | 999  | 1043 | 1246 | 1844 | 2160 | 2325 | 2625 | 2825 |

## Wirtschaft
Die 1843 gebauten Kalköfen von Rocher wurden 1980 stillgelegt. Zwei der Öfen wurden 1987 zerstört.

## Sehenswürdigkeiten
- Kirche Saint-Cyr-et-Sainte-Julitte mit Ursprüngen aus dem 12. Jahrhundert, seit 1910 in Teilen als Monument historique klassifiziert
- Schloss Hauterive aus dem 13. bis 18. Jahrhundert, seit 1989 in Teilen als Monument historique eingeschrieben

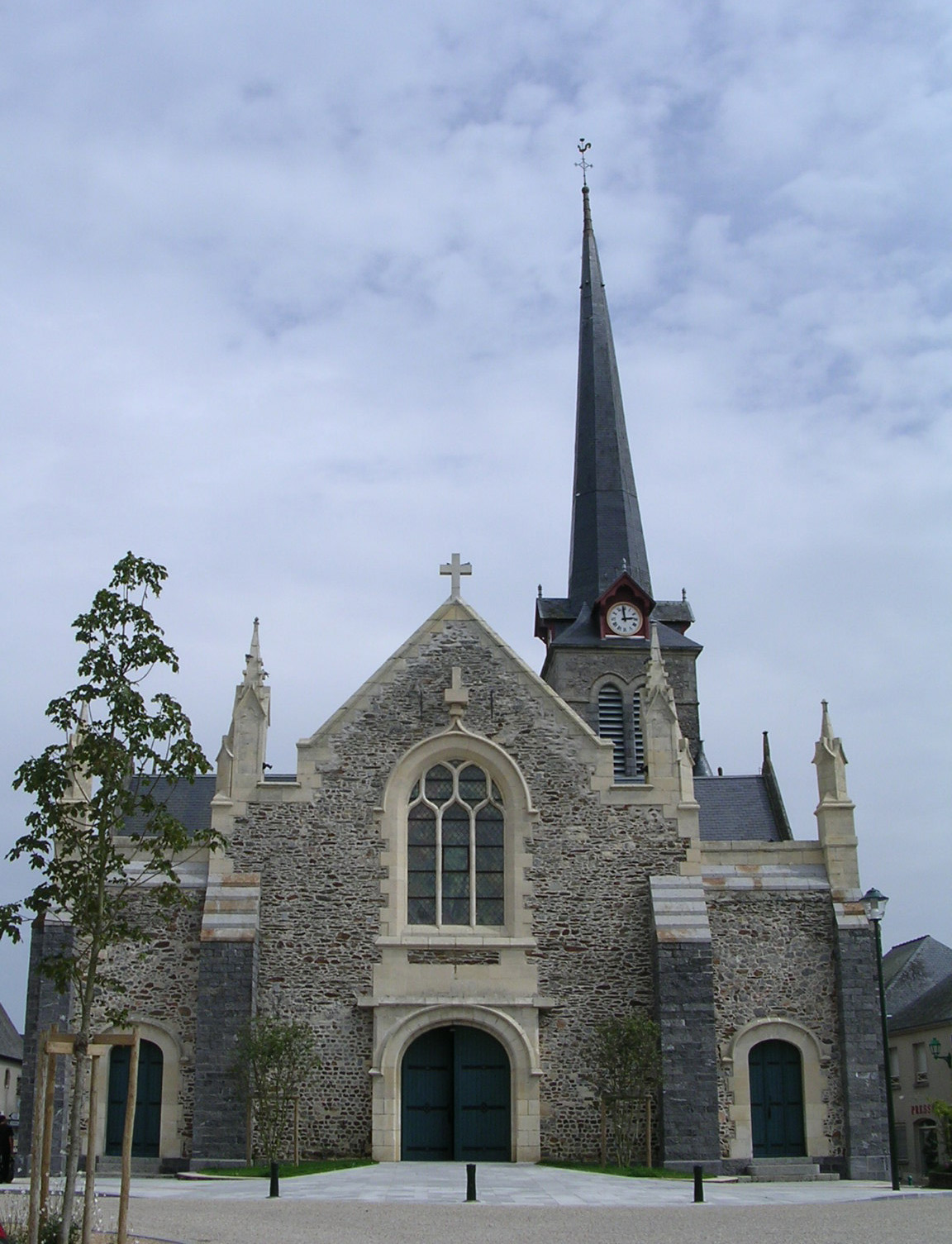
Kirche Saint-Cyr-et-Sainte-Julitte
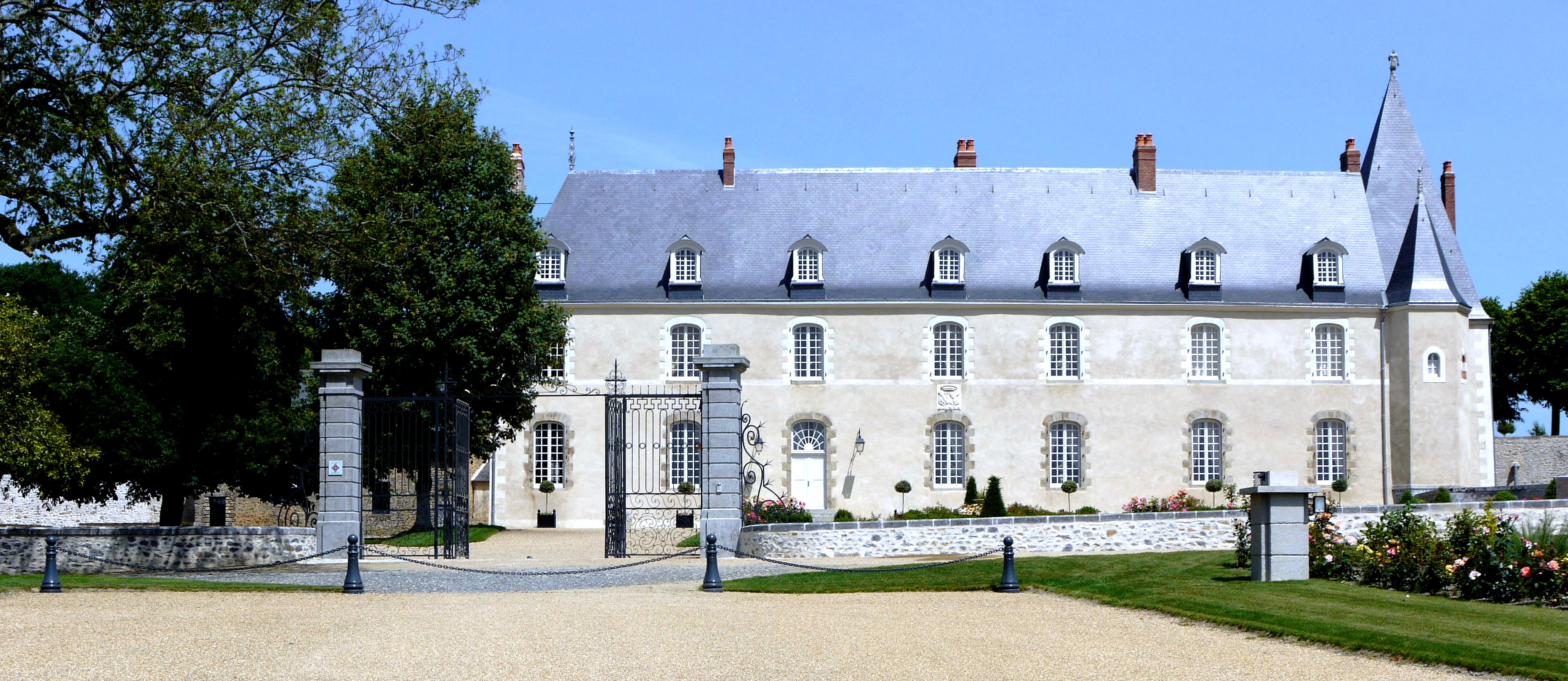
Schloss Hauterive
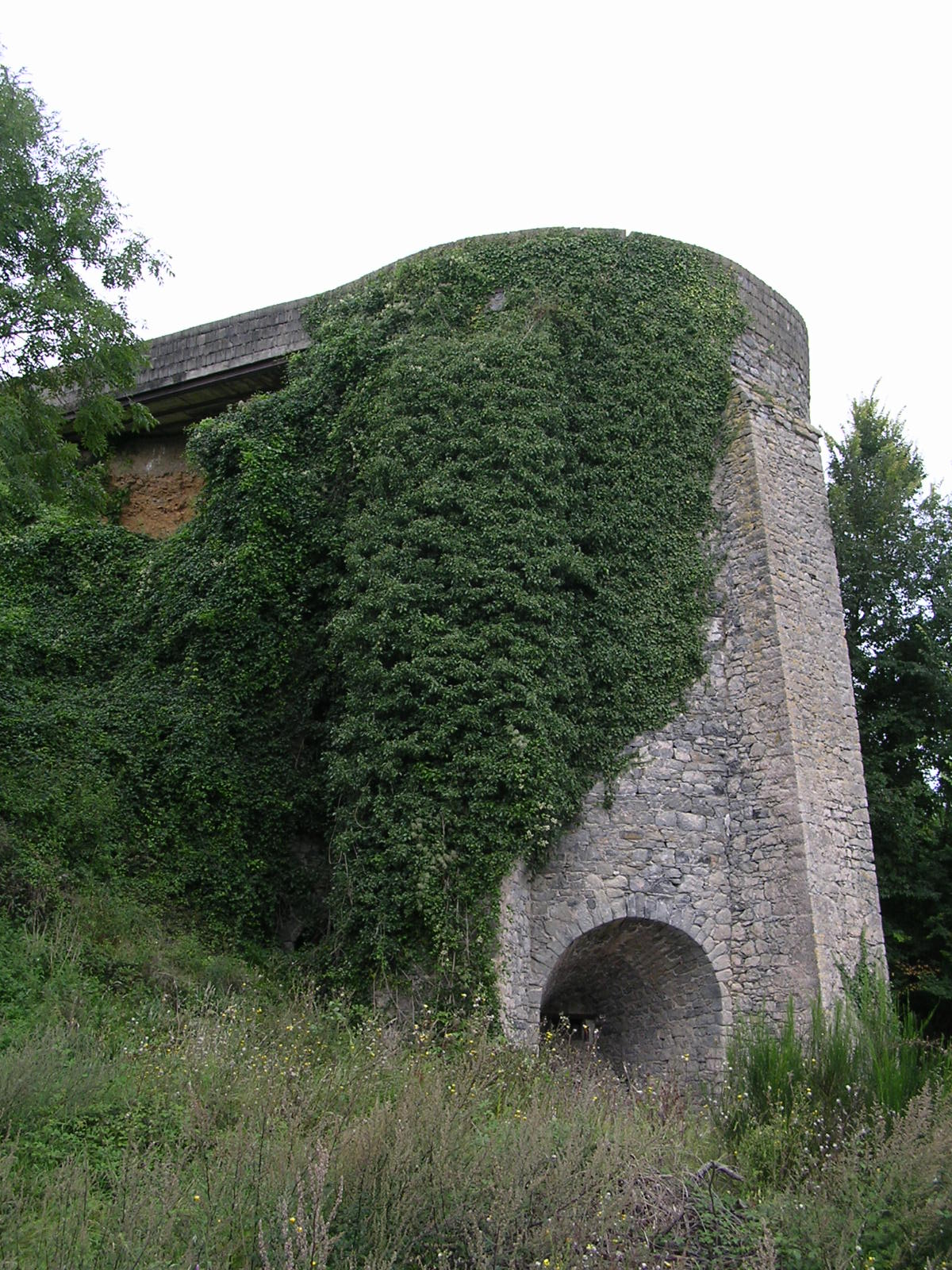
Einer der Kalköfen

## Gemeindepartnerschaft
Seit 1992 ist Argentré mit der Gemeinde Babenhausen in Bayern verschwistert.